# Lutzomyia antunesi
Lutzomyia antunesi är en tvåvingeart som först beskrevs av Coutinho J. O. 1939.  Lutzomyia antunesi ingår i släktet Lutzomyia och familjen fjärilsmyggor. Inga underarter finns listade i Catalogue of Life.